# Tarik Oulida
Tarik Oulida (sinh ngày 19 tháng 1 năm 1974) là một cầu thủ bóng đá người Hà Lan.

## Sự nghiệp câu lạc bộ
Tarik Oulida đã từng chơi cho Nagoya Grampus Eight và Consadole Sapporo.